# 443
Період падіння Західної Римської імперії. У Східній Римській імперії триває правління Феодосія II. У Західній правління Валентиніана III, значна частина території окупована варварами, зокрема в Іберії утворилося Вестготське королівство, а Північну Африку захопили вандали. У Китаї правління династії Лю Сун. В Індії правління імперії Гуптів. У Японії триває період Ямато. У Персії править династія Сассанідів.
На території лісостепової України Черняхівська культура. У Північному Причорномор'ї готи й сармати. Історики VI століття згадують плем'я антів, що мешкало на території сучасної України приблизно з IV сторіччя. З'явилися гуни, підкорили остготів та аланів й приєднали їх до себе.

## Події
Бургунди уклали мир із Римом і стали федератами Західної Римської імперії. Вони почали переселятися з верхів'я Рейну в область сучасної Женеви.
У Британії тривають війни між різними племенами. Частково вони зумовлені боротьбою між пелагіянцями й прибічниками Риму. Римо-британці поступово переселяються в Галлію.
Данина, яку Східна Римська імперія виплачувала гунам, збільшилася до 2100 фунтів золота.